# Grammofon AB Electra

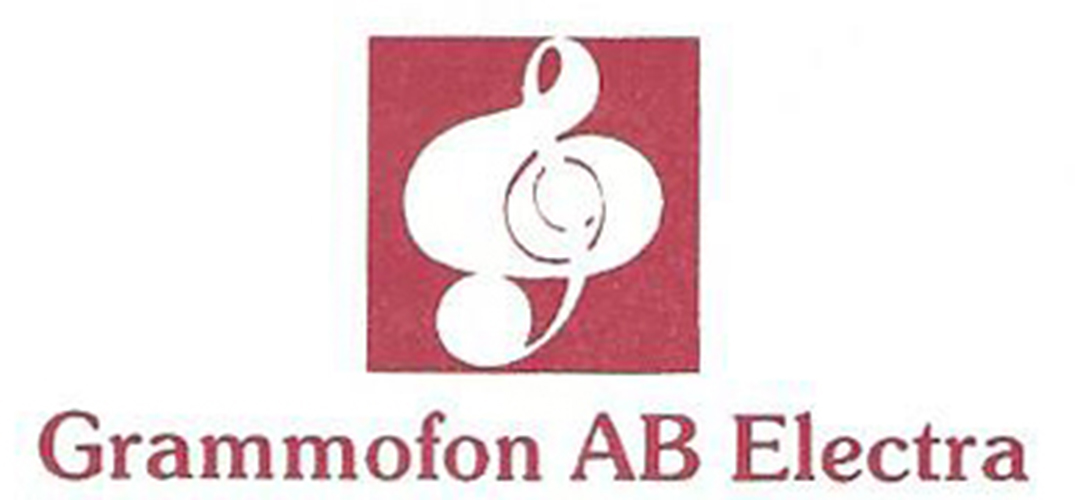
Grammofon AB Electra logotyp

Grammofon AB Electra var ett svenskt skivbolag som existerade mellan 1956 och 1990. Ej att förväxla med det amerikanska skivbolaget Elektra.

## Förhistoria
Grammofon AB Electras historia är nära knuten till Sixten Erikssons (född 17 november 1905, död 5 mars 1990) arbete. Han började i musikbranschen 1928 hos företaget Vox, som togs över av Orchestrola, som i sin tur övergick till tysk-tjeckiska Ultraphon. Detta förvärvades av det tyska Telefunken-bolaget 1932.
1921 hade AEG grundat företaget SATT (Svenska AB Trådlös Telegrafi) i Sverige och Eriksson utsågs 1933 till chef för grammofonavdelningen. Syftet var att förse Sverige med grammofonutrustning och skivor – förutom svensk musik, främst tyska schlager och klassisk musik från Telefunken. Sixten Eriksson ansvarade för skivgrenen i bolaget – från svenska inspelningar till försäljning och kontakt med Telefunken.
Även under andra världskriget förblev affärsrelationerna ostörda och Telefunkens anställda kom regelbundet till Stockholm och Göteborg för att göra inspelningar. Telefunken-producenten Herbert Grenzebach (tidigare Ultraphon) och den tekniska enhetschefen Alexander Seeland hörde till familjen Erikssons frekventa besökare. Så sent som i april 1945 fanns det reguljära flygförbindelser mellan Berlin och Stockholm.

## Utveckling efter 1945
Efter kriget exproprierade den svenska regeringen alla tyska företag och varumärken. Sixten Eriksson fick ett nytt jobb på AB F.W. Bennet, licensinnehavaren för engelska Decca. Redan 1946 fick han besked från Herbert Grenzebach att Telefunken skulle byggas upp från spillrorna. Ur detta utvecklades ett nytt samarbete: Eriksson hittade i ägaren till Elektroholm, E. A. Bolle, en finansiär till nystartade TEFAB (Telefunken Försäljnings AB). Det ägdes av familjen Bolle och vd blev Sixten Eriksson. TEFAB grundades den 1 januari 1948, Telefunken-inspelningar dök upp under etikettnamnet Telestar. Att Eriksson lyckades föra samman det amerikanska skivbolaget Capitol och Telefunken öppnade tillträde till den amerikanska marknaden för det tyska bolaget. I september 1948 undertecknades kontraktet mellan Capitol och Telefunken, som även omfattade TEFAB. För många av Capitol-importerna under denna period kom beställningarna från Sverige. Pressningen ägde rum på Telefunkens fabrik i Nortorf nära Hamburg.
Etiketten Musica startades av SATT 1945 för att ge ut svenska inspelningar och äldre Telefunken-inspelningar. Från 1948 övertogs rättigheterna för Telefunkens skivor från SATT av TEFAB, och från 1962 ingick TEFAB i Grammofon AB Electra.
Ett stort uppsving för det svenska skivbolaget kom när det amerikanska skivbolaget RCA Victor kunde vinnas som ersättare för Capitol när Capitol flyttade till EMI. Avtalet, som undertecknades av Eriksson i New York i december 1955, var en del av ett kontrakt med Hamburg-baserade Teldec, en sammanslagning av Telefunken med engelska Decca. Eftersom RCA inte accepterade företagsnamnet Telefunken grundade Eriksson Grammofon AB Electra den 1 januari 1956 i Sverige och Finland i familjen E. A. Bolles namn för samarbete med RCA. 1960 tog Eriksson över AB F.W. Bennet och med det etiketterna Decca, London och Brunswick. Därigenom kom Electra att bli ett av Sveriges största skivbolag.

## Förhållande till Förbundsrepubliken
Med affärsrelationen med RCA hade Teldec säkrat en betydande andel av angloamerikansk musik utöver märkena Decca och London. Grammofon AB Electra spelade en stor roll i importen av RCA-skivor, liksom TEFAB tidigare gjort för Capitol Records. Skivorna pressades för den svenska marknaden i Nortorf. Till en början bar de, förutom RCA-logotypen, ursprungsmärket ”Product of Grammofon A.B. Electra som licenstagare för Radio Corporation of America”. Pressningar för den tyska marknaden, som tillverkades parallellt i Nortorf, fick namnet ”Product of Teldec ’Telefunken-Decca’ records G. m. B. H. Tyskland”. Under loppet av 1957 tog Grammofon AB Electra även över de tyska märkena. Sixten Erikssons son Hans-Ove Eriksson (född 8 december 1935) gjorde praktik på Teldec i Nortorf (Schleswig-Holstein) 1954. Hans-Ove, som bytte namn till Regén 1985, hade varit i företaget sedan 1953. 1958 fortsatte han sin utbildning med en praktikplats vid Telefunken i Stuttgart. Den blivande styrelseordföranden tränade nerifrån och upp från skivpress till försäljning i eget företag och med den tyska partnern.
Kopplingen till Grammofon AB Electra främjade Teldecs utnyttjande av RCA-katalogen. Speciellt försäljning av Elvis Presley-skivor, som endast tveksamt accepterades i Västtyskland, var till en början det svenska företagets ansvar. Grammofon AB Electra hade en viktig röst i den så kallade Teldec-gruppen, som sålde RCA-skivor till Västtyskland, Österrike, Schweiz, Holland, Benelux och Skandinavien.

## Senare utveckling
1975 knoppades skivbolagen av från familjeföretaget Bolle. Ensamma ägare till det nya aktiebolaget Electra Musik AB blev familjen Eriksson (far, son och dotter).
Under årens lopp har företaget, förutom Telefunken-Teldec, representerat alla de etiketter från den angloamerikanska regionen som Teldec och engelska Decca hade under kontrakt i Skandinavien – i synnerhet: Capitol, Decca, RCA, A&M Records, Monument Records, Warner Bros., Reprise Records etc. Även: Ariola, Arista Records, MCA, Motown etc. Svenska inspelningar gavs ut på etiketterna RCA, Telefunken, Decca, Warner Bros., Reprise, MCA, Musica, Telestar och det 1962 förvärvade Swedish Society Discofil.
1980 flyttade företaget från Centralvägen i Solna, där man huserat sedan 1962, in i en ny byggnad i Kista i Stockholm. 1982 byggdes en andra inspelningsstudio med en 24-kanals mixer där. 1981 grundade familjen Eriksson danska Grammofon A/S Electra och 1983 norska Grammofon A/S Electra med Hans-Ove Eriksson som vd för båda företagen. 1984 blev han även vd för det finska företaget AB Discophon OY, där Sixten Eriksson var involverad. 1986 sålde familjen sina aktier i Electra-koncernen till Entertainment Invest Group AB. 1988 miste företaget sina kontrakt med RCA, Ariola och Arista, och bolaget likviderades slutligen 1990. Den populära katalogen såldes till EMI Svenska AB och den klassiska katalogen till Prophone Records AB.